# Convexe functie

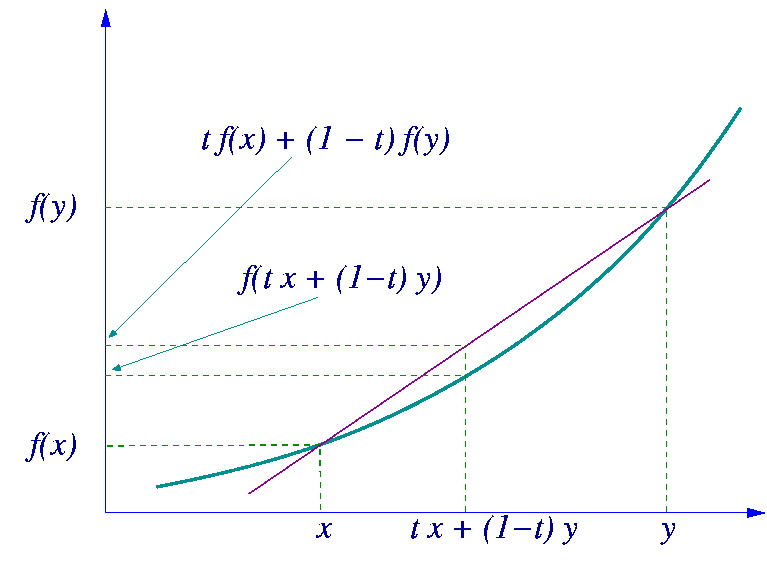
Convexe functie op interval

In de analyse, een deelgebied van de wiskunde, wordt een reëelwaardige functie {\displaystyle f}, gedefinieerd op een bepaald interval,  een convexe functie genoemd over dat interval als voor twee willekeurige punten {\displaystyle x} en {\displaystyle y} in dat interval en voor elke {\displaystyle t} in {\displaystyle [0,1]} geldt dat 
{\displaystyle f(tx+(1-t)y)\leq tf(x)+(1-t)f(y)}
Een functie is convex dan en slechts dan als de verzameling van alle punten die op of boven de grafiek van de functie liggen een convexe verzameling is. Dat is hetzelfde als dat alle punten op de functie in het bedoelde interval onder het lijnstuk liggen dat deze twee punten met elkaar verbindt. Een convexe functie wordt ook een bolle functie genoemd. 
Een functie wordt strikt convex genoemd als
{\displaystyle f(tx+(1-t)y)<tf(x)+(1-t)f(y)}
voor alle {\displaystyle t} in {\displaystyle (0,1)}, waarbij {\displaystyle x\neq y}.

## Concave functie
Een functie {\displaystyle f} waarvoor de tegengestelde functie {\displaystyle -f} een convexe functie is, wordt een concave of holle functie genoemd. De grafiek van een convexe functie heeft de vorm van een {\displaystyle \cup } en een concave functie de vorm van een {\displaystyle \cap }. 

## Eigenschappen
Als {\displaystyle f} convex is op het interval {\displaystyle I} en {\displaystyle I_{0}} het inwendige van {\displaystyle I} is, dus zodat eventuele randpunten worden weggelaten, dan heeft {\displaystyle f} op {\displaystyle I_{0}} overal een linkerafgeleide {\displaystyle f_{-}'} en een rechterafgeleide {\displaystyle f_{+}'}. Beiden zijn stijgende functies, en {\displaystyle f_{-}'\leq f_{+}'}. Ze zijn gelijk, dus is de afgeleide van {\displaystyle f} gedefinieerd, op hoogstens een aftelbaar aantal punten na.
Een functie {\displaystyle f} is convex op het open interval {\displaystyle I} dan en slechts dan als {\displaystyle f} kan worden geschreven als integraal van een stijgende functie {\displaystyle g} op dat interval:
{\displaystyle \exists c\in I,\forall x\in I:f(x)-f(c)=\int _{t=c}^{x}g(t)\ \mathrm {d} t}